# Phường 11, Quận 11
Phường 11 là một phường thuộc Quận 11, Thành phố Hồ Chí Minh, Việt Nam.
Phường 11 có diện tích 0,24 km², dân số năm 2021 là 12.188 người,  mật độ dân số đạt 50.783 người/km².